# Krynka (województwo dolnośląskie)
Krynka – osada w Polsce położona w województwie dolnośląskim, w powiecie strzelińskim, w gminie Przeworno.
Do 2024 r. miejscowość była przysiółkiem wsi Karnków. W latach 1975–1998 miejscowość administracyjnie należała do województwa wałbrzyskiego.

## Szlaki turystyczne
droga Szklary-Samborowice (szlak zielony) – Jagielno – Krynka – Przeworno – Strużyna – Kaszówka – Jegłowa kop. – Gromnik – Biały Kościół – Nieszkowice – Czerwieniec – Kowalskie – Żelowice – Piotrkówek – Ostra Góra – Niemcza – Gilów – Piława Dolna – Góra Parkowa – Bielawa – Kalenica – Nowa Ruda – Tłumaczów – Radków – Pasterka – Karłów – Skalne Grzyby – Batorów – Duszniki-Zdrój – Szczytna – Zamek Leśna – Polanica-Zdrój – Bystrzyca Kłodzka – Igliczna – Międzygórze – Przełęcz Puchacza